# Grandview (Teksas)
Grandview – miasto w Stanach Zjednoczonych, w stanie Teksas, w hrabstwie Johnson.